# Mari Kiviniemi
Mari Johanna Kiviniemi (sinh ngày 27 tháng 9 năm 1968) là một chính trị gia người Phần Lan, từng là Thủ tướng thứ hai của Phần Lan.
Kể từ ngày 25 tháng 8 năm 2014, bà là Phó Tổng thư ký của OECD.

## Cuộc sống và sự nghiệp
Kiviniemi sinh ra ở Seinäjoki, Phần Lan. Cô lớn lên ở nông thôn miền Nam Ostrobothnia, con gái của một nông dân chăn nuôi gà, và đi học ở Jalasjärvi. Là một thiếu niên trong trường trung học, cô đã dành một năm làm sinh viên trao đổi ở Đức. Bà đã theo học tại Đại học Helsinki vào năm 1988 để nghiên cứu kinh tế.
Kiviniemi là một chính trị gia chuyên nghiệp, và lần đầu tiên được bầu làm ứng cử viên của Nghị viện vào năm 1991, giành được ít hơn 5.000 phiếu bầu, trong khi làm Tổng Thư ký của Liên đoàn Sinh viên Trung tâm Đảng [4]. Năm sau khi hoàn thành công việc Thạc sĩ về Khoa học Xã hội, bà đã chạy lại trong cuộc bầu cử tổng thống năm 1995, lần này giành được ghế của quận phía nam Ostrobothnia với 9.350 phiếu bầu.
Kiviniemi cũng là một thành viên của hội đồng thành phố Helsinki, ngoài công việc của cô trong chính trị quốc gia. Cô đã tham gia hội đồng thành phố từ năm 2005.